# Сяюняярви
Ся́юняя́рви (фин. Säynäjärvi) — пресноводное озеро на территории Лоймольского сельского поселения Суоярвского района Республики Карелии.

## Общие сведения
Площадь озера — 1,5 км², площадь водосборного бассейна — 342 км². Располагается на высоте 160,1 метров над уровнем моря.
Форма озера лопастная, продолговатая: оно на два с половиной километра вытянуто с северо-запада на юго-восток. Берега изрезанные, каменисто-песчаные, местами заболоченные.
Через озеро течёт река Хейняйоки, впадающая в озеро Салонъярви.
В озере около десятка безымянных островов различной площади, рассредоточенных по всей площади водоёма, однако их количество может варьироваться в зависимости от уровня воды.
Населённые пункты и автодороги вблизи водоёма отсутствуют.
Название озера переводится с финского языка как «язевое озеро».
Код объекта в государственном водном реестре — 01040100111102000016528.